# Monasterio de Nuestra Señora del Monte Carmelo
El Monasterio de Nuestra Señora del Monte Carmelo (en finés: Jumalanäidin karmeliittaluostar) es un pequeño monasterio de la Iglesia católica en la localidad de Espoo, en el país europeo de Finlandia, establecido en 1988 por la Diócesis Católica de Helsinki. El monasterio cuenta actualmente con seis monjas que están totalmente dedicadas a una vida en la oración y el trabajo.